# 1993 у футболі
Нижче наведені футбольні події 1993 року у всьому світі.

## Засновані клуби
- ЕБ/Стреймур (Фарерські острови)

## Національні чемпіони
- Англія: Манчестер Юнайтед
- Аргентина
  - Клаусура: Велес Сарсфілд
  - Апертура: Рівер Плейт
- Бразилія: Палмейрас
- Італія: Мілан
- Іспанія: Барселона
- Нідерланди: Феєнорд
- Парагвай: Олімпія (Асунсьйон)
- Португалія: Порту
- Україна: Динамо (Київ)
- Швеція: АІК
- Шотландія: Рейнджерс